# Asher D
Ashley Anthony Walters (nacido con el nombre de Ashley Walters en 1982) es un rapero, músico y actor británico, famoso por su trabajo dentro del grupo So Solid Crew.

## Biografía
Es hijo de Pamela Case, una oficial del gobierno. Asistió al Sylvia Young Theatre School.
Ashley sale con Natalie, con quien tiene dos hijos Shayon y Paniro, y una hija, China Walters quien nació el 5 de abril de 2001.

## Carrera
Formó parte del grupo musical "So Solid Crew". 
Apareció en la película Bullet Boy y en Get Rich or Die Tryin (2005), donde actúa 50 Cent.
En el 2007 se unió al elenco de la popular serie británica Hustle donde interpretó al estafador Billy Bond, un nuevo miembro del grupo.
En el 2014 apareció como invitado en un episodio de la primera temporada de la serie The Musketeers donde dio vida a Charon, un antiguo amigo del mosquetero Porthos (Howard Charles).
En el 2016 se anunció que Ashley se uniría al elenco de la segunda temporada de la serie Safe House.

## Filmografía

### Series de televisión
| Año             | Título                             | Personaje         | Notas                                                      |
| --------------- | ---------------------------------- | ----------------- | ---------------------------------------------------------- |
| 2025            | Adolescence                        | Luke Bascombe     | 4 episodios - miniserie                                    |
| 2016 - presente | Safe House                         | -                 | -                                                          |
| 2014            | The Musketeers                     | Charon            | episodio # 1.5                                             |
| 2014            | The Secret                         | Ray               | episodio # 1.4 - miniserie                                 |
| 2014            | Silent Witness                     | Det. Insp. Carter | 2 episodios                                                |
| 2014            | Playhouse Presents                 | Armani            | episodio "Nightshift"                                      |
| 2013            | Truckers                           | Steven            | 5 episodios                                                |
| 2011 - 2013     | Top Boy                            | Dushane           | 8 episodios                                                |
| 2013            | Family Tree                        | Doctor Watson     | 2 episodios                                                |
| 2013            | Doctor Who                         | Gregor Van Baleen | episodio "Journey to the Centre of the TARDIS"             |
| 2012            | Sinbad                             | Abdul Fahim       | episodio "House of Games"                                  |
| 2012            | Coming Up                          | Riz               | episodio "Camouflage"                                      |
| 2012            | True Love                          | Paul              | episodio "Paul"                                            |
| 2012            | Inside Men                         | Chris             | 4 episodios                                                |
| 2011            | Outcasts                           | Jack Holt         | 8 episodios                                                |
| 2010            | Five Days                          | Jamal Matthews    | 4 episodios                                                |
| 2009            | Small Island                       | Michael Roberts   |                                                            |
| 2007            | Hustle                             | Billy Bond        | 5 episodios                                                |
| 2005            | Last Rights                        | Max               | miniserie                                                  |
| 2004            | Top Buzzer                         | Bugsy             | episodio "Germination"                                     |
| 2003            | Holby City                         | Roy Woodley       | episodio "One of Our Own"                                  |
| 2002            | The Hidden City                    | Sid               | -                                                          |
| 2001            | Dark Realm                         | Estudiante        | episodio "Castle Keep"                                     |
| 2001            | The Bill                           | Jess Thomas       | episodio "Lick of Paint"                                   |
| 2000            | Urban Gothic                       | Leo               | episodio "Dead Meat"                                       |
| 2000            | The Coral Island                   | Jack              | miniserie                                                  |
| 1997            | Grange Hill                        | Andy Phillips     | 7 episodios                                                |
| 1992            | The Young Indiana Jones Chronicles | Omar              | episodio "Young Indiana Jones and the Curse of the Jackal" |

### Películas
| Año  | Título               | Personaje          | Notas                                                                                         |
| ---- | -------------------- | ------------------ | --------------------------------------------------------------------------------------------- |
| 2016 | Demain tout commence | Lowell             | junto a Omar Sy, Gloria Colston, Antoine Bertrand, Clémence Poésy & Clémentine Célarié        |
| 2014 | The Blue Mauritius   | Neil Rupert O'Neil | junto a Anika Noni Rose, Amr Waked, Rainer Bock & Natalia Oreiro                              |
| 2013 | Montana              | Ryan               | junto a Michelle Fairley, Lars Mikkelsen, Adam Deacon, Zlatko Buric & Ryan Oliva              |
| 2011 | Anuvahood            | Cracks             | junto a Adam Deacon, Femi Oyeniran, Richie Campbell, Jaime Winstone, Paul Kaye & Cornell John |
| 2008 | Tuesday              | Billy              | junto a Philip Glenister, John Simm, Kate Magowan, Cristian Solimeno & Kevin McNally          |

### Teatro
| Año  | Título        | Personaje | Director (a) | Teatro              | Notas                                                                                       |
| ---- | ------------- | --------- | ------------ | ------------------- | ------------------------------------------------------------------------------------------- |
| 2008 | Oxford Street | Darrell   | -            | Royal Court Theatre | junto a Nathaniel Martello-White, Kristian Kiehling, Amelia Lowdell, Cyril Nri & Shane Zaza |